# Amethysphaerion nigripes
Amethysphaerion nigripes là một loài bọ cánh cứng trong họ Cerambycidae.